# Sherlock Holmes contro Jack lo Squartatore
Sherlock Holmes contro Jack lo Squartatore è un gioco di avventura grafica per Windows e Xbox 360, prodotto dalla Frogwares. È il quinto gioco della serie di giochi d'avventura di Sherlock Holmes, sempre interamente prodotta da Frogwares. In Italia, Spagna e paesi latinoamericani, il gioco è stato pubblicato dalla FX Interactive.

## Storia
1888: l'Impero britannico della tarda Età vittoriana si trova all'apice della sua grandezza, grazie agli sviluppi della rivoluzione industriale. Ma di questa ricchezza non beneficiano tutti, e così nella stessa Londra, nell'East End, la gente vive nella miseria. Soprattutto il distretto di Whitechapel è il più squallido della capitale inglese, in cui molti abitanti per vivere sono ridotti all'accattonaggio, alla prostituzione e al crimine, mentre dilagano alcolismo e violenza. Qui si trova anche una numerosa comunità ebraica, molti dei quali sono emigrati dall'Est Europa per sfuggire al crescente antisemitismo. È proprio in una strada di Whitechapel che viene rinvenuto il cadavere di una donna brutalmente assassinata, episodio che all'inizio del gioco attira l'attenzione del famoso investigatore Sherlock Holmes. Questi decide di indagare, trovandosi a fronteggiare un serial killer che diverrà noto con lo pseudonimo di Jack lo Squartatore.

## Modalità di gioco
La modalità di gioco è la stessa dei due capitoli precedenti della serie: per progredire nella partita bisogna cercare indizi e oggetti vari nei diversi scenari, dialogare con gli NPC, raccogliere documenti e risolvere enigmi, in modo da raccogliere elementi da elaborare in deduzioni. La visuale può essere in prima o in terza persona (a scelta del giocatore) e si vestono, di volta in volta, i panni di Sherlock Holmes o del dottor Watson, suo assistente. Gli oggetti sono raccolti nell'inventario, e nei menù ad esso affiancati si raccolgono anche i documenti, gli indizi e le conversazioni compiute durante la partita, nonché la mappa.
La principale differenza rispetto a Sherlock Holmes versus Arsène Lupin è data dalla modalità di gioco di investigazione deduttiva. In pratica, in certi momenti della partita, al giocatore viene chiesto di ordinare i suoi dati su una tavola, in modo da raggiungere determinate conclusioni che servono a costruire il profilo di Jack lo Squartatore. In un paio di occasioni viene altresì richiesto di ricostruire la sequenza cronologica di diversi eventi, nonché le dinamiche di uno dei delitti.

## Curiosità
- Diversamente dagli altri titoli della serie, questa avventura è basata su fatti storici (i delitti di Jack lo Squartatore), riportati con una certa precisione; gli autori si sono basati su rapporti di Scotland Yard e su documenti originali (come la famigerata lettera "Dear Boss", che per la trama del gioco tuttavia risulta essere un falso, redatto da un giornalista).
- Nel gioco appaiono o sono menzionati diversi personaggi reali, che furono effettivamente coinvolti a vario titolo nelle indagini sui delitti di Jack lo Squartatore, come l'ispettore Abberline e Michael Ostrog (raffigurato su un mandato di cattura appeso ad una parete del commissariato di polizia); anche il personaggio che alla fine del gioco viene identificato come colpevole dei delitti è reale.
- Alla fine del gioco, Sherlock Holmes suggerisce all'amico Watson di inventarsi una storia su di un "cane infernale" per offrire al pubblico una distrazione dall'ondata di isteria causata da Jack lo Squartatore; si tratta di un riferimento a Il mastino dei Baskerville (romanzo pubblicato fra il 1901 e il 1902).
- Il dottor Watson dichiara ad un certo punto di volersi recare da un certo capitano Stenwick, personaggio che compare in Sherlock Holmes: Il risveglio della divinità (il terzo videogioco della serie, pubblicato nel 2006 ma ambientato sei anni dopo gli eventi di Sherlock Holmes contro Jack lo Squartatore).

## Doppiaggio
| Nome del personaggio                                             | Doppiatore italiano  |
| ---------------------------------------------------------------- | -------------------- |
| Sherlock Holmes                                                  | Lorenzo Scattorin    |
| Dr. John Watson                                                  | Raffaele Fallica     |
| Agente Humphries, Tom Bulling, Squibby e Agente Smith            | Ruggero Andreozzi    |
| Finley, Hariman e Dr. Tumblety                                   | Francesco Mei        |
| Lucy e Wiggins                                                   | Benedetta Ponticelli |
| Ispettore Abberline, Isaac Solomonovitch e Abraham Solomonovitch | Gianni Gaude         |
| Bella Poolman                                                    | Renata Bertolas      |
| Mary, Danny La Mole e Pounce                                     | Daniela Fava         |
| Walter Sickert e Andrew                                          | Luca Sandri          |